# Камылово
Камылово — небольшая деревня в Кайбицком районе Республики Татарстан.

## История
Камылово возникло во второй половине 19 века на месте охотничьего домика возле слияния рек Камылово и Урюм.
По словам местных жителей на этом месте была развилка дорог. Население переселилось из соседней деревни Старое Тябердино. На речечке Урюм была основана мельница. В деревне так же были возведены кузница, магазин, клуб. Были построены конюшни, фермы для скота, курятник. Местные жители занималась разведением овец, лошадей, кур.

## Население
| Год  | Население |
| ---- | --------- |
| 1989 | 82        |
| 1997 | 68        |
| 2010 | 50        |
| 2017 | 40        |

Основные жители — татары (100 %).